# Rowena
Rowena – jednostka osadnicza w Stanach Zjednoczonych, w stanie Oregon, w hrabstwie Wasco.